# Shawn Rivers
Shawn Hamilton Rivers (* 30. Januar 1971 in Ottawa, Ontario) ist ein ehemaliger kanadischer Eishockeyspieler, der in seiner aktiven Zeit von 1988 bis 1999 unter anderem für die Tampa Bay Lightning in der National Hockey League und die Augsburger Panther in der Deutschen Eishockey Liga gespielt hat. Sein Bruder Jamie ist ebenfalls ein professioneller Eishockeyspieler.

## Karriere
Shawn Rivers begann seine Karriere als Eishockeyspieler in der Mannschaft der St. Lawrence University, für die er parallel zu seinem Studium in der National Collegiate Athletic Association aktiv war. Anschließend spielte der Verteidiger zwei Jahre lang für das kanadische Juniorenteam Sudbury Wolves in der Ontario Hockey League, ehe er ebenso lange für die Atlanta Knights in der International Hockey League auf dem Eis stand, mit denen er in der Saison 1993/94 den Turner Cup gewann. Zudem absolvierte er in der Saison 1992/93 seine einzigen vier Einsätze in der National Hockey League für Atlantas Kooperationspartner Tampa Bay Lightning.
Im Sommer 1994 wechselte Rivers innerhalb der IHL zu den Chicago Wolves, kehrte jedoch im Laufe der folgenden Spielzeit zu den Atlanta Knights zurück, ehe er die Saison bei den Syracuse Crunch in der American Hockey League beendete. Zur Saison 1996/97 ging der Linksschütze erstmals nach Europa, wo er für die Augsburger Panther in der Deutschen Eishockey Liga auf dem Eis stand und in 48 Spielen 27 Scorerpunkte erzielte, davon acht Tore. Im folgenden Jahr spielte Rivers gleich für vier verschiedene Teams. Zunächst begann er die Spielzeit beim EHC Kloten in der Schweizer Nationalliga A und lief anschließend in Nordamerika nacheinander für die Springfield Falcons in der AHL, die San Antonio Dragons in der IHL und die Lake Charles Ice Pirates in der Western Professional Hockey League auf. Zuletzt verbrachte er die Saison 1998/99 beim SG Milano-Cortina in der italienischen Serie A1, ehe er seine Karriere im Alter von 28 Jahren vorzeitig beendete.

## Erfolge und Auszeichnungen
- 1989 ECAC All-Rookie Team
- 1994 Turner-Cup-Gewinn mit den Atlanta Knights

## Statistik
(Stand: Ende der Saison 2009/10)